# Ньюленд, Джулиус Артур
Джулиус Артур Ньюленд (Юлиус Артур Ньивланд, англ. Julius Arthur Nieuwland; 1878—1936) — американский ботаник и химик бельгийского происхождения.

## Биография
Джулиус Ньюленд родился 14 февраля 1878 года в небольшом городе Хансбеке во Фламандском регионе Бельгии. В 1880 году его семья эмигрировала в Саут-Бенд. Там Ньюленд поступил в Университет Нотр-Дам, в 1889 году окончил его. В 1903 году Ньюленд стал священником католической церкви, он продолжил обучение химии и ботаники в Католическом университете Америки в Вашингтоне. В 1904 году он получил степень доктора философии. В том же году Ньюленд стал профессором ботаники в Университете Нотр-Дам. С 1918 по 1920 он был профессором органической химии, в 1920 году ушёл на пенсию. 11 июня 1936 года Джулиус Артур Ньюленд скончался.
Основной гербарий Джулиуса Ньюленда хранится в Департаменте естественных наук Университета Нотр-Дам (ND). Также образцы, собранные им, имеются в Ботаническом саду Миссури (MO), Монреальском университете (MT), Ботаническом саду Нью-Йорка (NY) и Смитсоновском институте (US).
В 1909 году Джулиус Ньюленд основал журнал American Midland Naturalist (первоначально выпускавшийся под названием Midland Naturalist), был главным редактором первых пятнадцати его номеров.

## Награды и признание
- 1935 — Медаль Уильяма Г. Николса[нем.]
- 1935 — Золотая медаль Американского института химиков[англ.]
- 1936 — Медаль Менделя[исп.]
- 1996 — Введён в Национальный зал славы изобретателей США